# Brauerei Paqué

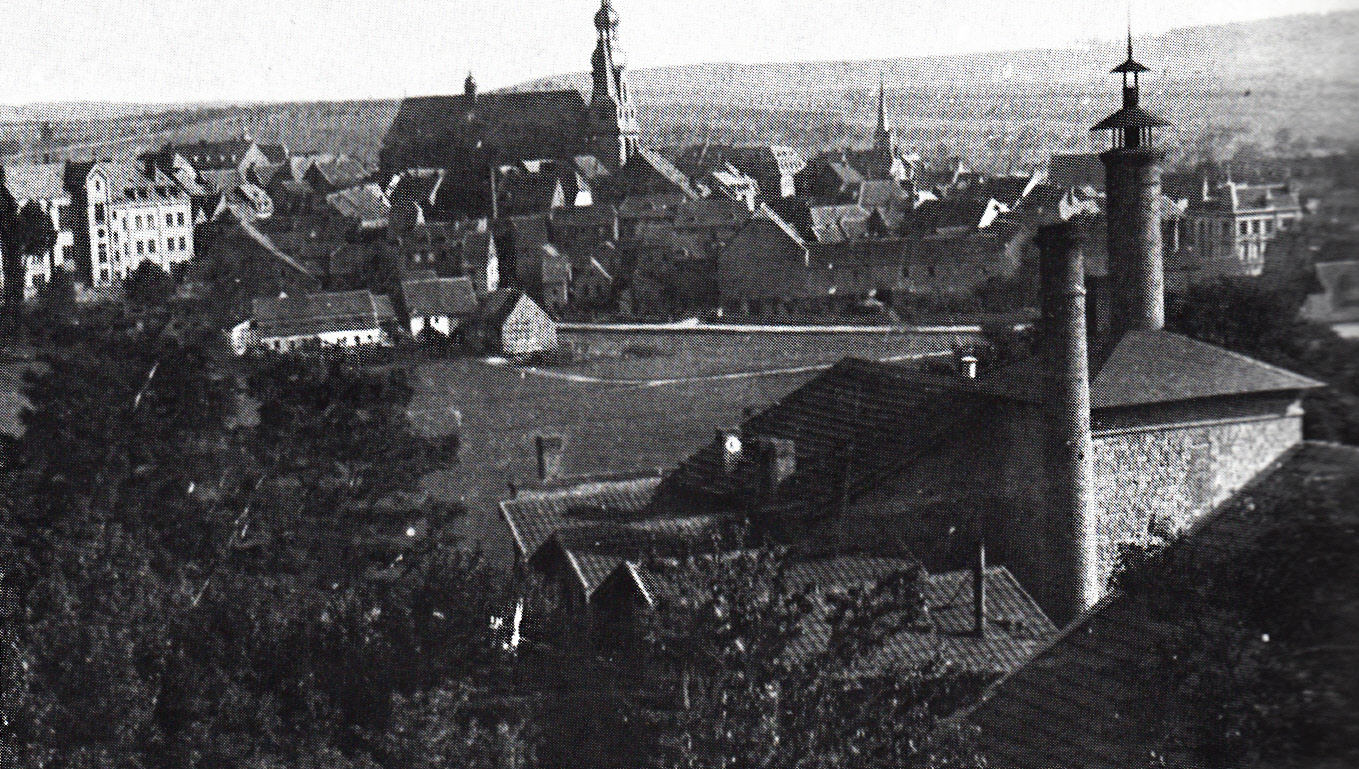
St. Wendel um 1892 vom Gudesberg aus, im Vordergrund ist die Brauerei zu sehen

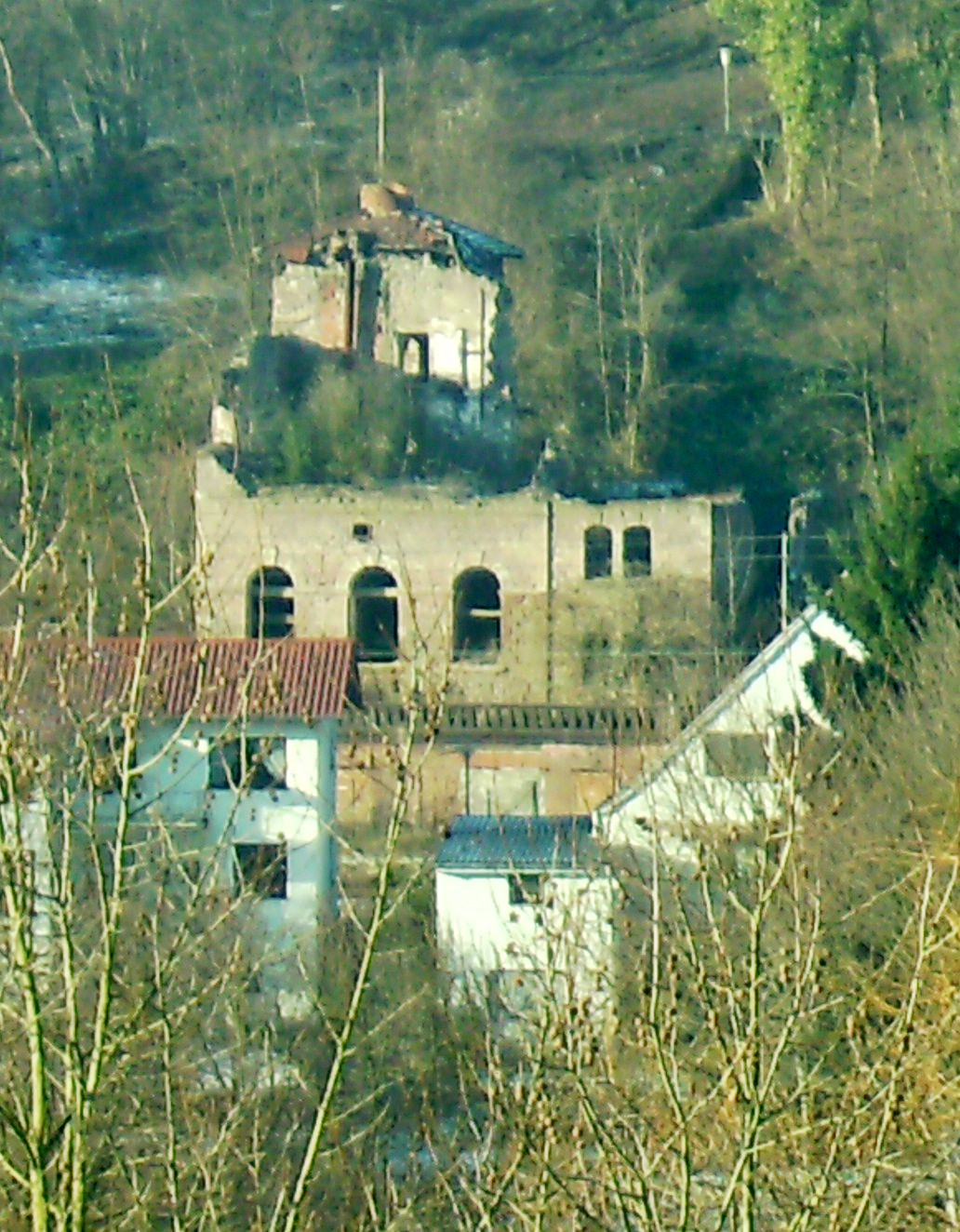
Zerfallende Ruine der Paqué-Brauerei mit denkmalgeschütztem Felsenkeller (2011)

Die Brauerei Paqué war die älteste und traditionsreichste Brauerei von St. Wendel. Sie bestand von 1836 bis 1967 und hatte auf dem Höhepunkt ihres Erfolgs einen Ausstoß von 18.500 Hektolitern. Das dort gebraute St. Wendeler Pils und das Wendalinus Bock gingen 1967 an die Brauerei Becker über und wurden dort bis zur Schließung 1998 weitergebraut.

## Geschichte
Michael Paqué (* 13. März 1815; † 1884) war Handwerker und verbrachte seine Lehrjahre auf der Walz, wo er auch das Brauhandwerk erlernte. Als er nach St. Wendel zurückkehrte, kaufte er ein Haus in der Kelsweilerstraße, wo er eine Wirtschaft einrichtete. Dort gründete er die Brauerei 1836 im rückwärtigen Teil seiner Wirtschaft und verkaufte das dort gebraute Bier. Das Brauwasser wurde dem Todbach entnommen. Die Brauerei blieb im Familienbesitz und wurde 1869 seinen beiden Söhnen Johann und Heinrich, die er selbst anlernte, übertragen. Diese wandelten die florierende Brauerei in eine Offene Handelsgesellschaft (OHG) um.
1884 errichteten die Söhne ein neues Gebäude am Gudesberg, das das Sudhaus und die Braustube umfasste und 1892 um eine Dampfmaschine ergänzt wurde. Nachdem Johann Paqué aus der OHG ausschied, übergab Johann seinen beiden Söhnen Josef und Carl die Gesellschaftsrechte. Josef Paqué übernahm die Leitung. Die Brauerei konnte ihren Ausstoß trotz der wirtschaftlichen Schwierigkeiten während und kurz nach dem Ersten Weltkrieg auf 4.500 Hektoliter steigern. 1927 wurde die Brauerei weiter vergrößert und steigerte kontinuierlich ihren Ausstoß.
Während des Zweiten Weltkriegs konnte die Brauerei in geringerem Umfang fortgeführt werden, bis zum Jahr 1944, als Bombenabwürfe Schäden erzeugten, die die Brauerei bis zur Wiederinbetriebnahme 1948 lahmlegten. 1949 übernahm Walter Paqué das Familiengeschäft. Es kam zu einer weiteren Vergrößerung und der Anschaffung einer Flaschenabfüllanlage. 1957 war das Jahr der höchsten Produktion mit 19.000 Hektolitern Bier und 5.000 Hektoliter weiterer Handelsware wie Limonade, Sprudel und Fremdbier. 26 Arbeiter beschäftigte die Brauerei zu jener Zeit und belieferte neben dem Landkreis St. Wendel auch Ottweiler und Birkenfeld. Neben dem St. Wendeler Pils verkaufte die Brauerei auch das Bockbier Wendalinus Bock.
Der (wirtschaftliche, sog. „endgültige“) Beitritt des Saarlandes am 6. Juli 1959 zur Bundesrepublik Deutschland brachte Umsatzeinbußen, da deutsche Brauereien auf den Markt drängten. Walter Paqué führte die Brauerei noch bis 1967 weiter und verkaufte sie dann an das St. Ingberter Unternehmen Becker Bier, das die Produktion von St. Wendel nach St. Ingbert verlegte. Damit schloss die letzte Brauerei in St. Wendel. Die beiden Biermarken wurden jedoch bis 1998 weiterverkauft, wobei das Bockbier nur noch zur Weihnachtszeit aufgelegt wurde. St. Wendeler Pils existiert auch heute noch als kostengünstiges Bier der Karlsberg Brauerei.
Das Brauereigebäude wurde von der Stadt St. Wendel erworben. Zunächst war eine Umgehungsstraße des Stadtteils Urweiler geplant, die jedoch aus Kostengründen nicht realisiert wurde. Das Gebäude blieb zunächst erhalten, ein Teil wurde jedoch am 16. Januar 1998 wegen Einsturzgefahr abgerissen.